# Nyctemera noviespunctatum
Nyctemera noviespunctatum là một loài bướm đêm thuộc phân họ Arctiinae, họ Erebidae.